# 2024年图林根州议会选举
2024年图林根州议会选举于2024年9月1日在图林根举行第八届图林根州议会议员选举。 本次选举与2024年萨克森州议会选举同时进行。
德国选择党以33%的得票率首次在州级选举层面成为第一大党。左翼党和社会民主党得票率暴跌。绿党和自由民主党失去所有席位。基民盟得票率增加位居第二大党。新成立的莎拉·瓦根克内希特联盟以16%的得票率位居第三大党。